# Кучуково-Маяк
Кучу́ково-Маяк (рос. Кучуково-Маяк, башк. Көсөк-Маяҡ) — присілок у складі Учалинського району Башкортостану, Росія. Входить до складу Амангільдінської сільської ради.
При переписі населення 2002 року присілок називався Кучуково.
Населення — 135 осіб (2010; 145 в 2002).
Національний склад:
- башкири — 100%

## Видатні уродженці
- Муртазін Муса Лутович — видатний військовий діяч, активний учасник громадянської війни в Росії, діяч башкирського національного руху, комбриг.